# Copiula tyleri
Copiula tyleri és una espècie de granota de la família Microhylidae que viu a Indonèsia i a Papua Nova Guinea.